# Pracownicy sądów i prokuratury
Pracownicy sądów i prokuratury – urzędnicy oraz inni pracownicy sądów powszechnych i wojskowych, powszechnych jednostek organizacyjnych prokuratury oraz Biura Służby Prawnej Trybunału Konstytucyjnego. 
Grupa ta obejmuje osoby inne niż:
- sędziowie, asesorzy sądowi oraz sędziowie Trybunału Konstytucyjnego
- prokuratorzy i asesorzy prokuratury
- sędziowie i prokuratorzy w stanie spoczynku
- kuratorzy sądowi
- aplikanci sędziowscy, prokuratorscy i kuratorscy
- kierownicy i specjaliści opiniodawczych zespołów sądowych specjalistów
- dyrektor i wykładowcy Krajowej Szkoły Sądownictwa i Prokuratury
- urzędnicy i inni pracownicy Sądu Najwyższego, sądów administracyjnych oraz pionów śledczego i lustracyjnego Instytutu Pamięci Narodowej
- lekarze sądowi
- ławnicy
- mediatorzy
- biegli
- pozostałe osoby, które są czynnymi żołnierzami służącymi w sądach wojskowych lub są czynnymi żołnierzami zawodowymi albo funkcjonariuszami służb państwowych, oddelegowanymi do sądów i powszechnych jednostek organizacyjnych prokuratury
- tłumacze przysięgli
- komornicy sądowi, asesorzy i aplikanci komorniczy oraz osoby zatrudnione w kancelariach komorniczych
- doradcy restrukturyzacyjni, w tym syndycy

Z kolei do:
- referendarzy sądowych sądów powszechnych
- asystentów sędziów sądów powszechnych
- asystentów prokuratorów powszechnych jednostek organizacyjnych prokuratury
- pracowników Krajowej Szkoły Sądownictwa i Prokuratury innych niż dyrektor i wykładowcy

— przepisy o pracownikach sądów i prokuratury stosuje się częściowo.

## Charakterystyka ogólna
Uregulowania dotyczące pracowników sądów powszechnych i wojskowych, powszechnych jednostek organizacyjnych prokuratury oraz Biura Służby Prawnej Trybunału Konstytucyjnego zawarte są w ustawie z dnia 18 grudnia 1998 r. o pracownikach sądów i prokuratury.
Do asystentów sędziów ww. sądów oraz asystentów prokuratorów ww. jednostek prokuratury przepisy ustawy o pracownikach urzędów państwowych stosuje się częściowo. Dla odmiany, pracownicy Sądu Najwyższego, sądów administracyjnych oraz pionów śledczego i lustracyjnego Instytutu Pamięci Narodowej, również ci zatrudniani obecnie, objęci są przepisami ustawy o pracownikach urzędów państwowych. 
Stosunek pracy nawiązuje i rozwiązuje odpowiednio w:
- sądzie wojskowym – prezes sądu
- innym sądzie – dyrektor sądu
- Biurze Służby Prawnej Trybunału Konstytucyjnego – Prezes Trybunału
- Prokuraturze Krajowej – Prokurator Krajowy
- prokuraturach: regionalnej, okręgowej lub rejonowej – odpowiednio prokuratorzy: regionalny, okręgowy lub rejonowy

Każdy pracownik sądów powszechnych i wojskowych, powszechnych jednostek organizacyjnych prokuratury oraz Biura Służby Prawnej Trybunału Konstytucyjnego jest obowiązany:
- przestrzegać Konstytucji Rzeczypospolitej Polskiej i innych przepisów prawa
- rzetelnie i bezstronnie, sprawnie i terminowo wykonywać powierzone zadania
- dochowywać tajemnicy prawnie chronionej
- zachowywać się godnie
- poszerzać wiedzę zawodową.

## Korpus urzędników
Współcześnie zatrudniani urzędnicy sądów powszechnych i wojskowych, powszechnych jednostek organizacyjnych prokuratury oraz Biura Służby Prawnej Trybunału Konstytucyjnego nie należą do korpusu służby cywilnej ani korpusu urzędników urzędów państwowych, toteż stosunek pracy z  nimi nawiązuje się na podstawie umowy o pracę na czas nieokreślony. 
Urzędnikami sądów powszechnych i wojskowych, powszechnych jednostek organizacyjnych prokuratury oraz Biura Służby Prawnej Trybunału Konstytucyjnego mogą być osoby, które:
- korzystają z pełni praw cywilnych i publicznych
- nie były skazane za przestępstwo popełnione umyślnie
- mają co najmniej wykształcenie średnie i znają dobrze język polski
- odbyły staż urzędniczy w sądzie lub prokuraturze (z wymogu tego zwolnione są osoby, które ukończyły aplikację sędziowską, prokuratorską lub referendarską) — polega on na przygotowaniu do wykonywania obowiązków urzędnika i trwa 6 miesięcy, a stosunek pracy z osobą ubiegającą się o przyjęcie na staż urzędniczy nawiązuje się na podstawie umowy o pracę na czas określony.
- mają stan zdrowia pozwalający na zatrudnienie na określonym stanowisku
- cieszą się nieposzlakowaną opinią.

Odrębne uregulowania dotyczą na zasadzie praw nabytych niektórych urzędników sądów powszechnych i wojskowych oraz powszechnych jednostek organizacyjnych prokuratury, którzy zatrudnieni zostali przed 1999 r. w drodze mianowania i pozostają  objęci przepisami o korpusie urzędników państwowych. 
Z kolei urzędnicy Sądu Najwyższego, sądów administracyjnych oraz pionów śledczego i lustracyjnego Instytutu Pamięci Narodowej, również ci zatrudniani obecnie, należą w całości do korpusu urzędników państwowych.